# عبد الرحمن شكري
عبد الرحمن شكري (12 أكتوبر 1886م - 1958م)، شاعر مصري من الرواد في تاريخ الأدب العربي الحديث، فهو ثالث ثلاثة من أعمدة مدرسة الديوان التي وضعت مفهوماً جديداً للشعر في أوائل القرن الميلادي الماضي، أما صاحباه فهما العقاد والمازني.
كان عبد الرحمن شكري شاعراً مجدداً ومفكراً أصيلاً حريصاً على اللغة العربية الفصحى، كما كان ناقداً لعبت آراؤه النقدية دوراً كبيراً في الأدب العربي الحديث، ووجهته نحو وجهة تجديدية بناءة.

## سيرة حياته
ولد عبد الرحمن شكري في مدينة بورسعيد، إحدى مدن مصر، في الثاني عشر من أكتوبر عام 1886م، وتعلم في طفولته في كتّاب الشيخ محمد حجازي ثم في مدرسة الجامع التوفيقي الابتدائية – أول مسجد رسمي ببورسعيد – وحصل منها على الشهادة الابتدائية عام 1900، ثم انتقل إلى الإسكندرية فالتحق بمدرسة رأس التبن الثانوية ومنها حصل على شهادة البكالوريا عام 1904 التي أهلته للالتحاق بمدرسة الحقوق في القاهرة، ولكنه فصل منها لاشتراكه في المظاهرات التي نظمها الحزب الوطني في ذلك الوقت لإعلان سخط المصريين على الاحتلال البريطاني لمصر ووحشية الإنجليز في حادثة دنشواي.
في عام 1906 انتقل شكري إلى مدرسة المعلمين العليا وتخرج فيها عام 1909 وكان متفوقاً، ولاسيما في اللغة الإنجليزية، فتم اختياره في بعثة إلى جامعة شفيلد بإنجلترا، فدرس فيها خلال ثلاث سنوات الاقتصاد والاجتماع والتاريخ والفلسفة إلى جانب اللغة الإنجليزية وعاد منها عام 1912.
تعارف شكري والمازني وهما في مدرسة المعلمين العليا، وكان شكري قد أصدر ديوانه الأول «عند الفجر» وهو طالب عام 1909، وبعد عودته من إنجلترا قدمه المازني إلى صديقه العقاد فتصادقا وتزعم ثلاثتهم (شكري والعقاد والمازني) اتجاه الدفاع عن التجديد في الشعر والأدب، وأطلق عليهم مدرسة الديوان نسبة إلى كتاب الديوان الذي وضعه العقاد والمازني ولم يشترك فيه شكري، بل تضمن الكتاب نقداً لشكري بقلم صديقه المازني. وقد استمدت هذه المدرسة الأدبية مبادئها من معين الأدب الإنجليزي.
بعد عودته من إنجلترا عين بالتعليم الثانوي مدرساً للتاريخ واللغة الإنجليزية والترجمة ثم ناظراً فمفتشاً إلى أن أحيل للمعاش حسب طلبه سنة 1938، أي بعد حوالي ستة وعشرين عاماً قضاها في خدمة التربية والتعليم في مصر، ولخروجه إلى المعاش قصة، فلقد وقع عليه ظلم وظيفي منعه من الترقي، لأنه كان قد نظم قصيدة بعنوان «أقوام بادوا» فغضب رؤساؤه عليه وصاروا يحرضون عليه لأنهم ظنوا أنه يصفهم، فخرج إلى المعاش بمرتب بسيط لا يكفيه ولا يكفي من يعولهم، حيث كان يعول أسرة شقيقه في مرضه وبعد وفاته، وهذا ما جعله يعيش بلا زواج طوال حياته. لقد يئس شكري من عدالة الناس فأحرق جميع ما لديه من نسخ مؤلفاته ودواوينه، وأصيب بضغط الدم ثم بفالج الذي جعله يعتزل الناس والحياة حتى انتقل إلى جوار ربه في الإسكندرية يوم الاثنين الخامس عشر من ديسمبر سنة 1958 مستريحاً من ظلم الناس له.

## شكري الناقد
في بداية القرن العشرين الميلادي تزعم شكري والعقاد والمازني اتجاه التجديد في الشعر والأدب، وأطلق عليهم مدرسة الديوان، ويرى بعض الباحثين أنه لم يكن العقاد في البداية هو رأس هذه المدرسة الأدبية وعقلها وروحها، بل كان ذلك الرأس والعقل والروح هو عبد الرحمن شكري الذي درس في إنجلترا وعاد منها مثقفاً أكاديمياً واسع الاطلاع على الآداب الغربية بعامة، وعلى الأدب الإنجليزي بخاصة، في حين كان الآخران: العقاد والمازني، بمثابة من حصّل العلم تحصيلاً ذاتياً وعلى غير مقاعد الدراسة الثانوية والجامعية.
يقول هؤلاء الباحثون: إن شكري، لا العقاد ولا المازني، بالطبع هو مؤسس مدرسة الديوان. وقد بدأت هذه المدرسة بديوان شكري الأول «ضوء الفجر» الذي صدر سنة 1909م والذي اعتبر البداية الحقيقية، وبعده توالت إصدارات الأخيرين، ومنها يوميات العقاد. ثم نشر المازني والعقاد في عام 1931 كتابهما «الديوان» للهجوم على شوقي وحافظ والمنفلوطي، رداً على تحيز مجلة عكاظ لشوقي، فاتخذت المدرسة اسمها من ذاك الاسم.
يقول الدكتور مختار الوكيل في كتابه «رواد الأدب الحديث»: «إن شكري هو الذي كان يوجه زميليه في نواحي الأدب العربي». ويعتبر سامح كريم أن شكري هو رائد مدرسة الديوان. فقد كان مبشراً بفكرتها، ملتزماً قيمها، مجسداً لعملها، كما كان مثالاً للطهارة المفطورة في صدقه وتواضعه، في علمه وثقافته، في سلوكه ومنهجه. يؤيد ذلك الدكتور محمد مندور الذي اعتبر شكري الرائد الملتزم، والممثل الأصيل لقواعد وأهداف المدرسة. أما العقاد، فقد امتدح، في جريدة الجهاد، عام 1934، ذوق شكري النقدي، وإن أنكر أن يكون صاحب فضل عليه.
أما عن مفهوم الشعر عند عبد الرحمن شكري فهو يرى أن الشعر ضرورة وليس ترفاً، لأنه يصور الحياة الإنسانية بخيرها وشرها كما يعبر عن خوالج النفس البشرية. يقولون: «إن الشعر ليس من لوازم الحياة، ولو جاز لنا أن نعد الإحساس غير لازم للحياة أو التفكير غير لازم للعقل لجاز لنا أن نعد الشعر غير لازم للحياة، أليس مجال الشعر الإحساس بخوالج النفس وما يعتورها؟.. وأن الشعر أجلّ عمل في حياة الشاعر وأساس حياته؟». ويرى أن للشعر عناصر من أهمها التصوير والخيال والعاطفة والفكرة، ورفض مبدأ المبالغة والمغالطة في الشعر.

## شكري الشاعر
يقول العقاد: «لعبدالرحمن شكري فضل الرائد الذي سبق زمانه في عدة حسنات مأثورات، فهو من أسبق المتقدمين إلى توحيد بنية القصيدة وإلى التصرف في القافية على أنواع التصرف المقبول، فنظم القصيدة من وزن ومقطوعات متعددة القوافي ونظمها مزدوجات وأبياتاً من بحر واحد بغير قافية ملتزمة، وتسنى له في جميع هذه المناهج أن ينظم الكثير من القصص العاطفية والاجتماعية قبل أن يشيع نظم القصص في أدبنا الحديث».
رفض شكري شعر المناسبات واتجه بشعره إلى التأمل الوجداني، فجاءت قصائده في نقد مظاهر الشر ومظاهر الانحطاط الخلقي في نفوس الناس ووصف الموت ووصف حالات النفس الإنسانية المختلفة.. آلامها وآمالها. ففي قصيدته «وارحمة الناس» ينفذ شكري إلى أعماق النفس البشرية فيدرك ضعف الإنسان ويمتلئ قلبه رحمة للناس، وحتى الأشرار منهم يرى أنهم أولى بالعطف لأنهم معذبون بشرورهم.. يقول:
كما اهتم شكري بالإصلاح الاجتماعي فعالج بعض المشاكل الاجتماعية في قصائده، مثل مشكلة الطفولة وما يصيب الطفل من يتم ومرض، كما اهتم بمشكلة الجهل والفقر، وكان يرى أن جمال الحياة إنما هو هبة العباقرة والمصلحين الذين لهم الفضل في تغيير مجرى تاريخ البشرية. يقول في قصيدة بعنوان «اليتيم»:
ويقول في قصيدة «مصارع النجباء»:
كما كان شكري يعشق الحرية، حتى بلغ من تمجيده للحرية أن أعلن أن خطأ الأحرار أفضل من إصابة العبيد.. يقول:
وكان ثورة على الاستعمار وظلمه، وكم صوّر في قصائده جرائم المستعمرين وأساليبهم الخبيثة في حكم الشعوب والسيطرة عليها، كما يؤكد أن طغيان الأقوياء إنما سببه خنوع الضعفاء وتزلفهم،.. يقول شكري في قصيدة بعنوان «جنون الأقوياء»:
كما انعكست ثقافة شكري العربية في أدبه وشعره كان للثقافة الغربية بوجه عام وللثقافة الإنجليزية بوجه خاص انعكاسات كثيرة. يقول عن الشاعر الإنجليزي بيرون: «وإنما راقني ما رأيته من قوة شعره واندفاعه اندفاع السيل الآتي وثورته على الأكاذيب، وقد علمني بيرون نشدان الحرية وإن كنت لا أنتصر على طريقة السياسي وإنما على طريقة الفنان».
كما تأثر شكري بالأديب الألماني جوته، وذلك من خلال قراءته بالإنجليزية لسيرته وآثاره من حبه للمعرفة وتعدد جوانب ثقافته ومحاولته الاستفادة من كل مذهب ومن كل إنسان دون تعصب أو ضيق أفق، ومن ثم يرى شكري في جوته امتداداً ثقافياً للشيخ المرصفي: «وقد أتممت معرفتي بأقوال جوته الألماني وقدوته ما بدأته معرفتي بسعة اطلاع الشيخ المرصفي الكبير في كتاب الوسيلة الأدبية من توخي الثقافة المتعددة الجوانب». ويذكر أنه تأثر في قصيدته «سحر الربيع» بقصيدة لجوته.

## قيل عنه
- عباس العقاد: يقول عنه العقاد - بعد رحيله - في مقالة نشرت بمجلة الهلال - فبراير 1959 -: «عرفت عبد الرحمن شكري قبل خمس وأربعين سنة , فلم أعرف قبله ولا بعده أحدًا من شعرائنا وكتابنا أوسع منه اطلاعًا على أدب اللغة العربية وأدب اللغة الإنجليزية، وما يترجم إليها من اللغات الأخرى، ولا أذكر أنني حدثته عن كتاب قرأته إلا وجدت منه علمًا به وإحاطة بخير ما فيه. وكان يحدثنا أحيانًا عن كتب لم نقرأها ولم نلتفت إليها ولا سيما كتب القصة والتاريخ. وقد كان مع سعة اطلاعه صادق الملاحظة، نافذ الفطنة، حسن التخيل، سريع التمييز بين ألوان الكلام. فلا جرم أن تهيأت له ملكة النقد على أوفاها؛ لأنه يطلع على الكثير ويميز منه ما يستحسنه وما يأباه، فلا يكلفه نقد الأدب غير نظرة في الصفحة والصفحات يلقى بعدها الكتاب وقد وزنه وزنًا لا يتأتى لغيره في الجلسات الطوال».

## كتب ودراسات عنه
- الاتجاهات الفنية في شعر عبد الرحمن شكري، مطبعة زهران، 1969م، 110 صفحة،
- التيار الذاتي في شعر عبد الرحمن شكري،